# Growing Up Sucks
Growing Up Sucks è il secondo album della cantante danese Clara, pubblicato il 27 marzo 2020 su etichetta discografica Sony Music Entertainment Denmark.

## Tracce
1. Growing Up Sucks – 2:48
2. White Noise – 3:44
3. Thank Me Later – 3:13
4. Nobody's Lover (feat. Lord Siva) – 3:32
5. Armour – 2:57
6. Girl like You – 2:54
7. Bad for Me – 2:46
8. Freakshow – 3:24
9. Loving on Me – 3:04
10. S.O.S. – 3:13
11. Legend – 3:19
12. Wake Up – 1:30

## Classifiche

### Classifiche settimanali
| Classifica (2020) | Posizione massima |
| ----------------- | ----------------- |
| Danimarca         | 11                |

### Classifiche di fine anno
| Classifica (2020) | Posizione |
| ----------------- | --------- |
| Danimarca         | 59        |